# Evgenij Makarenko
Evgenij Michajlovič Makarenko (in russo Евгений Михайлович Макаренко?; Nižnevartovsk, 10 ottobre 1975) è un ex pugile russo.

## Palmarès

### Mondiali dilettanti
- 2 medaglie:
  - 2 ori (Belfast 2001 nei pesi medio-massimi; Bangkok 2003 nei pesi medio-massimi)

### Europei dilettanti
- 3 medaglie:
  - 2 ori (Perm 2002 nei pesi massimi; Pula 2004 nei pesi medio-massimi)
  - 1 bronzo (Minsk 1998 nei pesi massimi)

### Coppa del mondo
- 1 medaglia:
  - 1 oro (Mosca 2005 nei pesi medio-massimi)